# Бої за Ізюм (2022)
Битва за Ізюм — бойові дії за контроль над Ізюмом та його околицями під час вторгнення Росії в Україну, що тривали з кінця лютого до 10 вересня 2022 року.
На початку квітня місто опинилось під контролем російських окупантів, поки не було звільнене українськими військами в ході контрнаступу ЗСУ у вересні 2022 року.
За словами депутата Ізюмської міської ради Максима Стрельнікова, від початку вторгнення росіян у місті загинула щонайменше одна тисяча цивільних, близько 80 % інфраструктури міста — зруйновано, розбита система централізованого опалення. Ще більша кількість людей постраждала через відсутність медичної допомоги. На час звільнення в місті було близько 10 тисяч мешканців від понад 46 тисяч станом на 2020 рік.

## Перебіг подій

### Лютий

#### 27 лютого
За даними BBC, в Ізюмі з'явилися перші прояви війни: в п'ятиповерхівку на вулиці капітана Орлова влучив снаряд, а в асфальт на вулиці Московській — бомба, що не розірвалася.

#### 28 лютого
За даними МВС України, з'являються перші повідомлення про російські атаки на Ізюм: окупанти обстріляли місто. На нього скинули дві авіабомби, одна з яких знову влучила в п'ятиповерховий будинок.

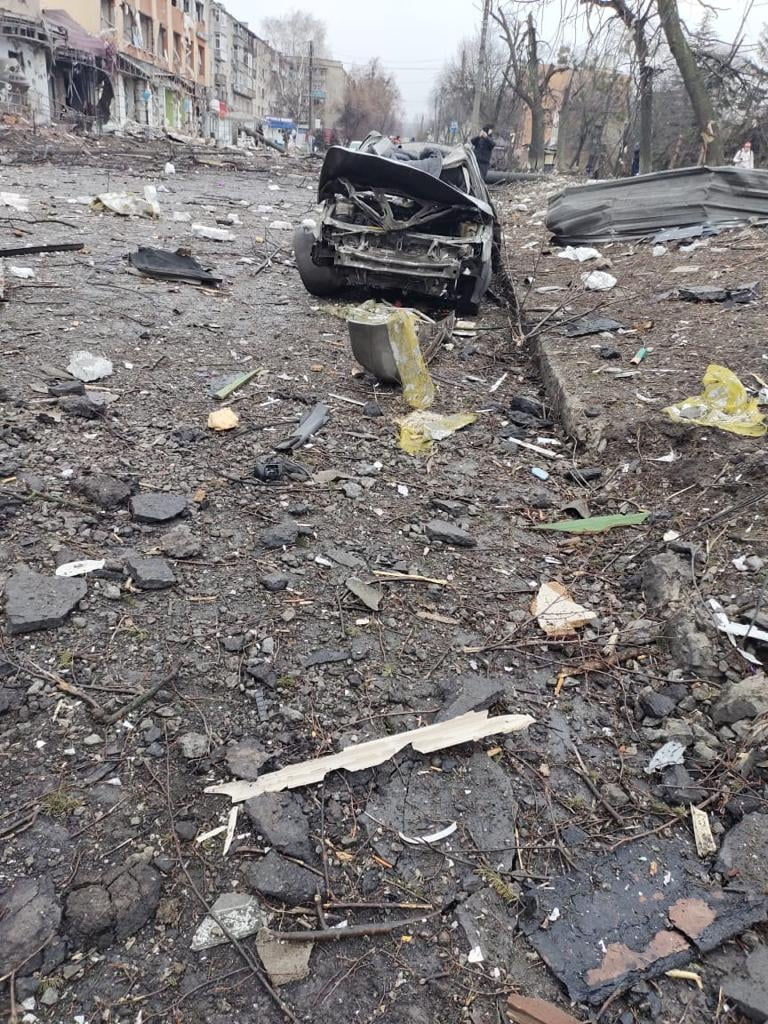
Вулиця Ізюма після бомбардувань, початок березня

### Березень

#### 1 березня
О 1:25 в Ізюмі сталися потужні вибухи від російських авіаударів.
О 16:25 на трасі Ізюм-Харків поблизу с. Волохів Яр російські окупанти обстріляли пасажирський автобус з людьми, 14 людей було поранено.

#### 3 березня
В ніч на 3 березня масовані удари окупантів пошкодили житлові будинки на кількох вулицях, а також магазини, банки та відділок поліції. Зруйновано крило центральної міської лікарні. Атака почалася близько 23:59 2 березня. Загинуло щонайменше 8 людей.

#### 6 березня
Було заміновано та заблоковані блоками залізобетонні мости, що унеможливлювало евакуацію мирного населення з лівого берега на правий та далі у сторону Слов'янська чи Лозової. Евакуацію мирного населення а ні цивільна, а ні війскова адміністрація не організовувала, та навіть не оголошувала, хоча цивільна адміністрація евакуювалася ще напередодні.
Російські окупанти силами до 2 батальйонних тактичних груп намагалися захопити місто.
7 березня
Війська окупантів обстріляли район "Верхне Селище" з мінометів, були пошкоджені приватні будинки по вулицях Петровського, Високій, Громова. Близько 14-ї години була захоплена лівобережна частина міста

#### 9 березня

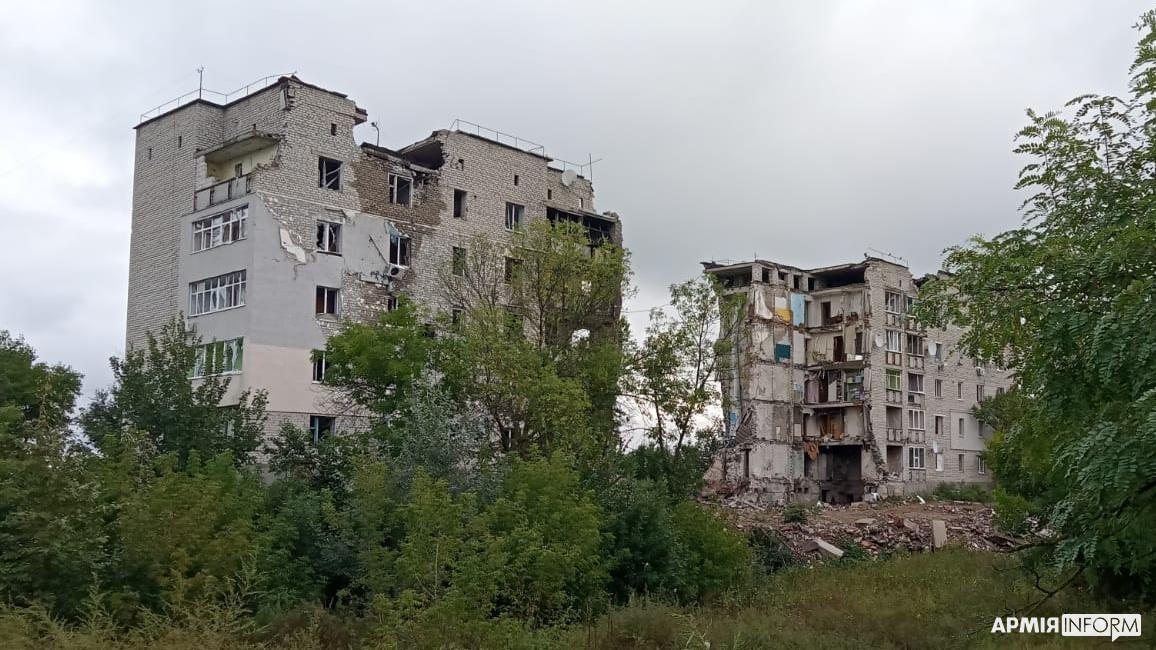
Зруйнований авіаударом житловий будинок на вулиці Першотравневій, 2

О 7 ранку російським авіаударом зруйнований 5-поверховий будинок за адресою Першотравнева, 2. 10 травня голова Харківської ОВА Олег Синєгубов повідомив, що під завалами будинку знайшли тіла 44 загиблих цивільних. Серед них є дві сім'ї по п'ять осіб, ще дві — по три. 17 вересня уповноважений ВРУ з прав людини Дмитро Лубінець повідомив про 54 загиблих, а в січні 2023 року Human Rights Watch — про 51 загиблого цивільного (військових у будинку не було). Більшість із них ховалися в підвалі.

#### 14 березня

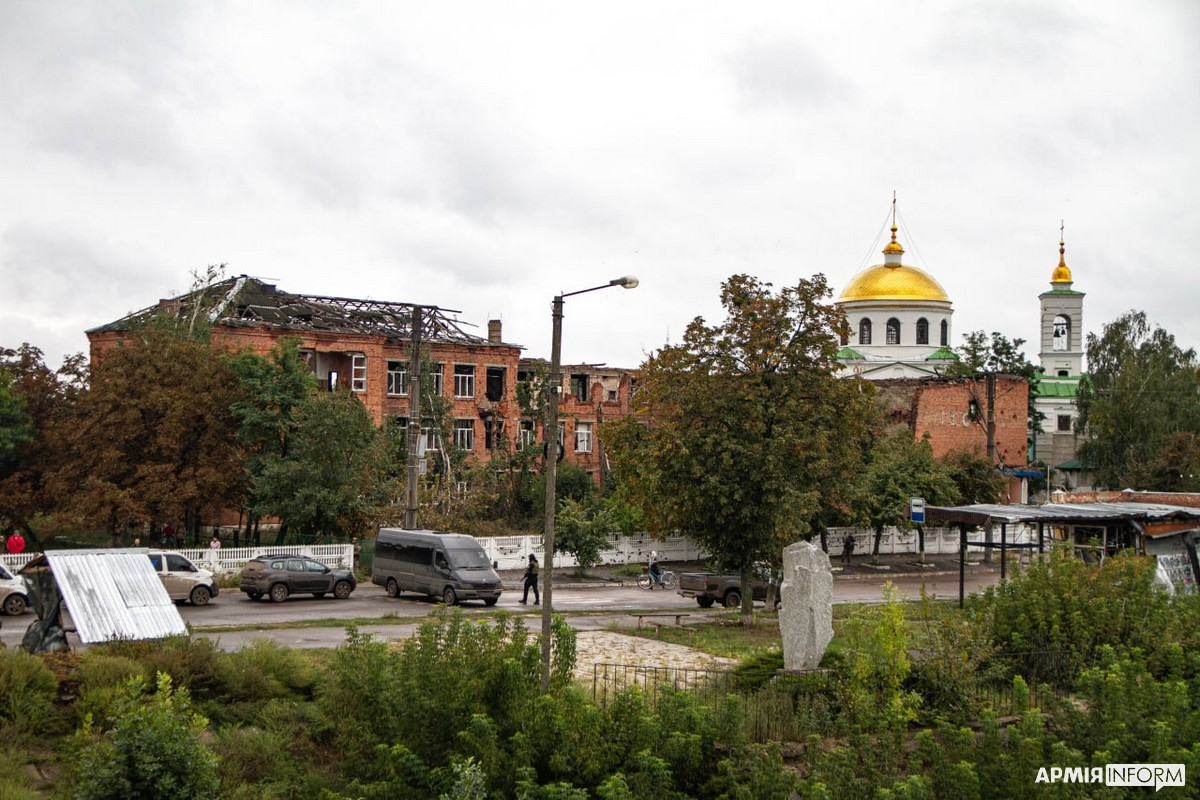
Зруйнована гімназія №1 на фоні Хрестовоздвиженської церкви

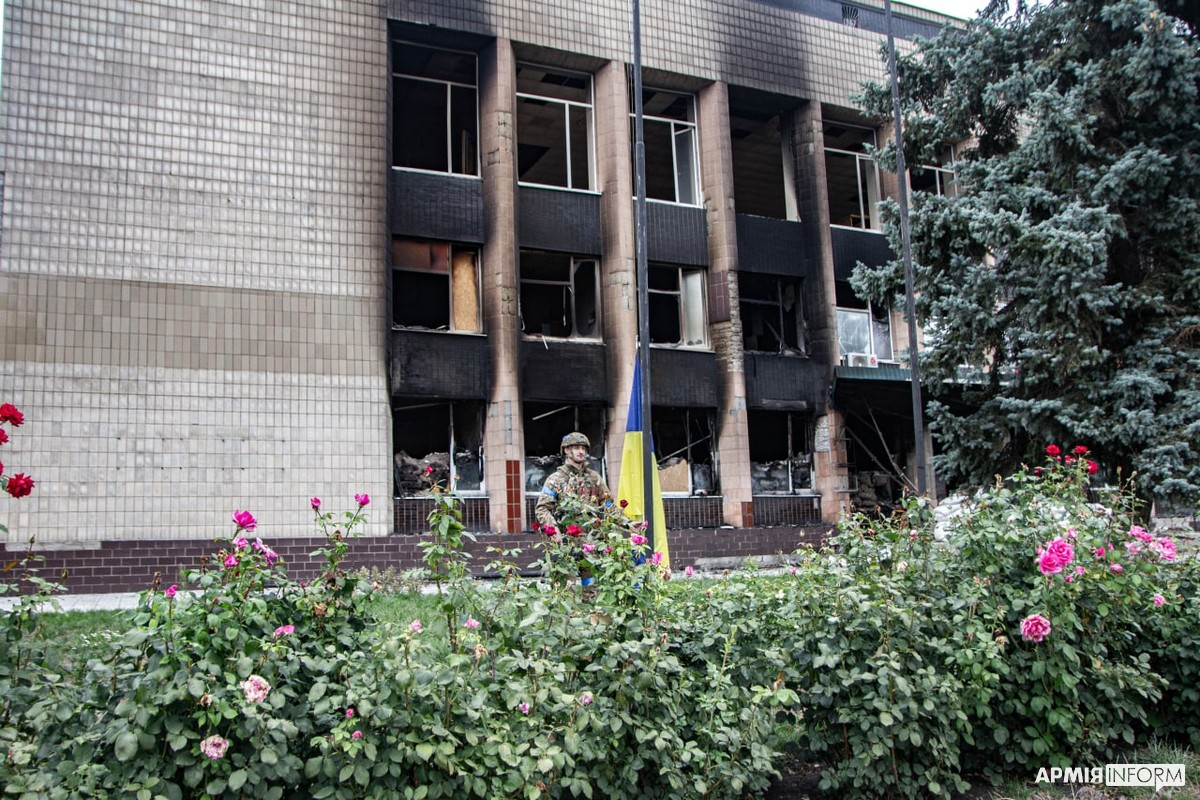
Будівля міської ради

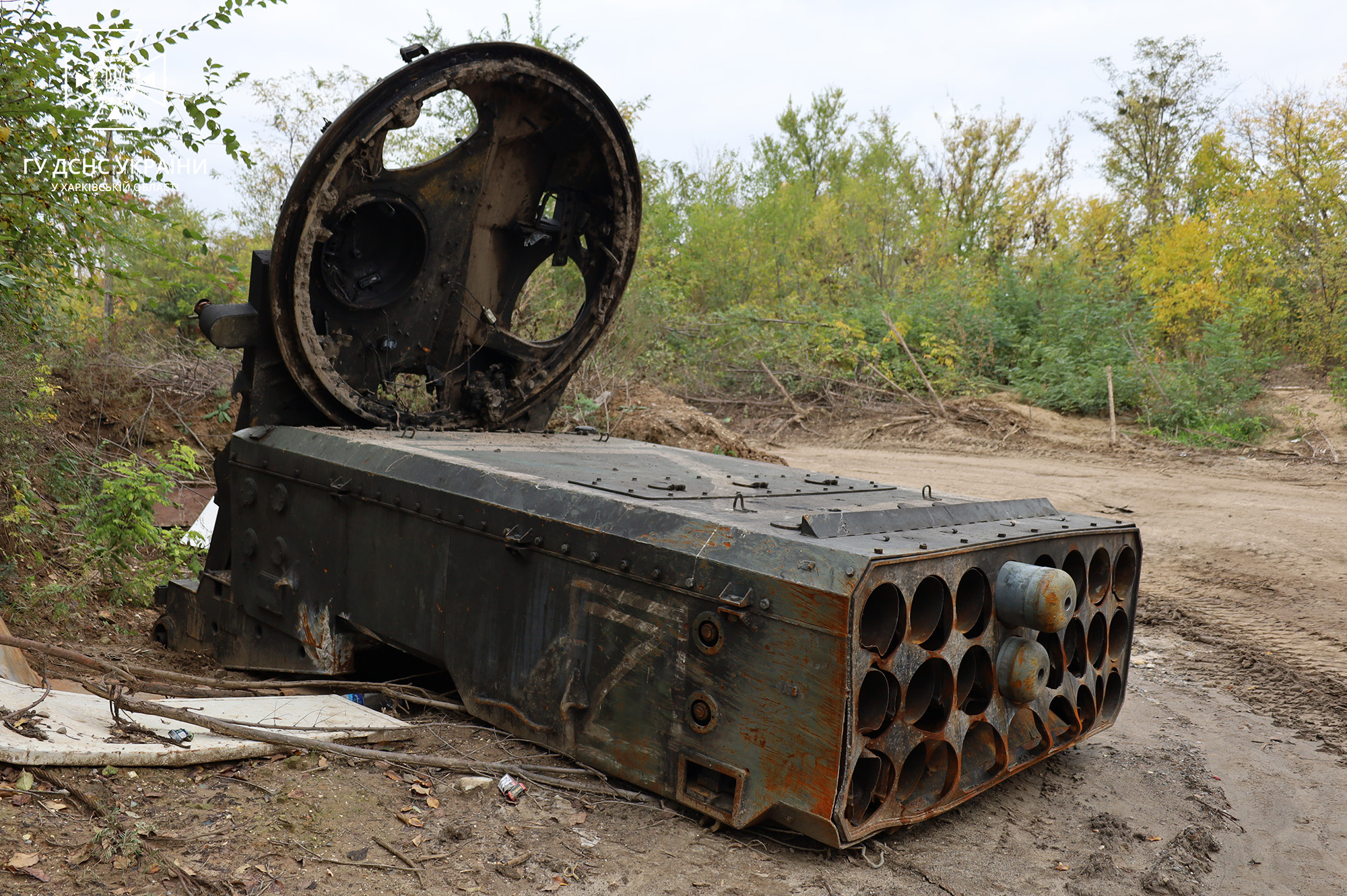
Рештки російської ТОС-1А «Солнцепьок» в Ізюмі

ЗСУ провели контрнаступ під Ізюмом, проте ситуація залишалася складною.

#### 20 березня
За словами Олега Синєгубова, ворог намагався активізуватися у напрямку Дергачів та Ізюму, але був розбитий ЗСУ.

#### 23 березня
У південно-східному регіоні Харківщини вранці зенітні ракетні комплекси ПС ЗСУ знищили 2 ворожі літаки. Найбільше від окупантів на Харківщині страждає місто Ізюм, а райони Харкова Північна Салтівка і П'ятихатки перебувають під постійними обстрілами.

#### 27 березня
«Тривають бої в Ізюмському напрямку. Сьогодні мобільні підрозділи протиповітряної оборони ЗСУ в Ізюмському районі знищили російський винищувач Су-34. Це один із найновіших літаків ворожої армії», – Синєгубов. Але ворог продовжує здійснювати воєнні злочини. Сьогодні авіаударами був атакований Оскіл, що в Ізюмському районі. Ракета потрапила прямо в один з житлових будинків. Загинула сім'я з 4 осіб, чотирирічна дитина поранена – Синєгубов
.

### Квітень

#### 1 квітня
Ворог був зупинений на Ізюмщині. Морпіхи з НГУ зупинили танки, грамотно використовуючи міни та РПГ .
Кількісна перевага російських окупантів та віроломство місцевих зрадників призвели до встановлення 1 квітня 2022 року тимчасового контролю ворога над Ізюмом.
За час боїв авіабомбуванням було знищено, а після того розграбовано російськими окупантами важливе підприємство вітчизняного оборонно-промислового комплексу — Ізюмський приладобудівний завод.

#### 2 квітня
2 квітня ГУР повідомило, що місцеві жителі Ізюмського району пригостили росіян 3-ї мотострілецької дивізії отруєними пиріжками, в результаті чого 2 особи загинули одразу, а ще 28 потрапили до реанімації. Також повідомлялося, що ще близько 500 військовослужбовців дивізії знаходяться в лікарнях внаслідок важкого отруєння алкоголем невідомого походження.
За період 1—4 квітня російське командування зосередило близько 12—15 БТГ в районі Ізюма, і вело наступ на південь. Це були майже всі БТГ 1-ї танкової армії та 20-ї загальновійськової армії:
- 144-та мотострілецька дивізія
- 2 МСД (1 ТП), 3 МСД (237 ТП), 4 ТД (13 ТП)
- 2—3 БТГ 47-ї танкової дивізії
- 1 БТГ 61-ї бригади морської піхоти (у Балаклії)
- 2 БТГ зі складу 106-ї повітряно-десантної дивізії

10 квітня повідомлялося про розгортання великої колони російської армії вздовж дороги, що веде з смт Великий Бурлук до Ізюма, і того ж дня українська сторона заявила про її знищення.
Впродовж 9—11 квітня південніше від Ізюма не повідомлялося про значні події, з чого Том Купер робив висновок, що українські сили вибивали окремі російські танки та піхоту, застосовуючи безпілотники, артилерію та протитанкові керовані ракети.
За даними видання Defense Express, станом на середину квітня 2022 року найнебезпечнішим напрямком російського наступу в східній операційній зоні є Ізюмський. На ньому зосереджений головний танковий кулак — найбільша кількість ударних військ ЗР РФ (10 полків, у тому числі 5 Тп, 3 МСп та 2 ПДп), а також особового складу та ударного озброєння, у тому числі танків та БМП/БМД (18,2 тис. осіб, понад 570 танків, до 520 БМП та до 220 БМД). Крім того, Ізюмське угруповання, вочевидь, має вирішити головне завдання — завдати удару на південь та спробувати оточити донецьке угруповання ЗСУ, з'єднавшись з Південно-західним угрупованням ЗС РФ.

#### 19 квітня
З початком битви за Донбас ворог активізував наступальні дії на напрямі Ізюм-Барвінкове.

### Травень

#### 7 травня
Як повідомив начальник управління молоді, спорту та іміджевих проєктів Ізюмської міської ради Максим Стрельник, російські військові почали обстрілювати місто касетними снарядами з установок БМ-27 «Ураган» а російські пропагандисти переконувати місцевих мешканців, що обстріли здійснюють українські військові. Попри те, жодної причини робити це українським військовим не було.

#### 14 травня
Після здобутої перемоги у битві за Харків та розгрому так званого «Білогорівського плацдарму» при спробі росіян форсувати Сіверський Донець Сили оборони України перейшли у контрнаступ в напрямку на Ізюм.

#### 27 травня
27 травня воїни 95 окремої десантно-штурмової бригади з ПЗРК «Piorun» знищили в районі Ізюма російський гелікоптер Ка-52.

### Червень

#### 1 червня
1 червня Військові 93 ОМБр Холодний Яр з ПЗРК «Ігла» збили російський гелікоптер Ка-52 «Алігатор»

#### 18 червня
На Ізюмщині окупанти обстріляли газопереробне підприємство. За попередніми даними, росіяни влучили кількома ракетами. Постраждали також приватні будинки. Виникла масштабна пожежа.

#### 26 червня
26 червня 2022 року високоточним ударом з установок HIMARS був знищений командний пункт 20-ої армії Західного військового округу збройних сил РФ, який обрав для місця своєї дислокації школу. За неофіційними даними ліквідовано понад 40 рашистів, включно із високопоставленими офіцерами та черговою зміною 533 командно-розвідувального центру ГРУ ГШ РФ.

### Вересень

#### 6 вересня
Зосередивши необхідні сили на північ від Балаклії в районі Вербівки, українські війська перейшли в наступ у напрямках Балаклія — Волохів Яр — Шевченкове — Куп'янськ і на схід від Балаклії, в районах Савинці, Куньє тощо. На лінії зіткнення їм протистояли легкоозброєні сили НМ ДНР. Хоча російські військові блогери попереджали про неминучий український контрнаступ на північний захід від Ізюма за кілька днів до наступу українських військ, жодних дій вжито не було.

#### 7 вересня
Українські війська на південному сході Харківської області просунулися щонайменше на 20 км на територію, контрольовану Російською Федерацією, на сході Харківської області в напрямку Куп'янська та Ізюма, відвойовуючи близько 400 квадратних кілометрів території.

#### 8 вересня
Українські війська просунулися на 50 км углиб російських оборонних позицій на північ від Ізюма. Сили Нацгвардії Російської Федерації втратили контроль над містом Балаклія, що приблизно за 44 км на північний захід від Ізюма.
У місті Балаклія підрозділи СОБР Росгвардії потрапили в оточення, після чого росгвардійці були виведені, а місто перейшло під контроль Збройних сил України. Також Збройні сили України зайняли понад 20 населених пунктів. Поблизу міста українські війська повернули найбільшу базу зберігання боєприпасів Центрального ракетно-артилерійського управління Збройних Сил України.
Українські військові вибили російських окупантів з Шевченкового, Борщівки, Волохів Яру, Іванівки та низці інших населених пунктів.

#### 9 вересня

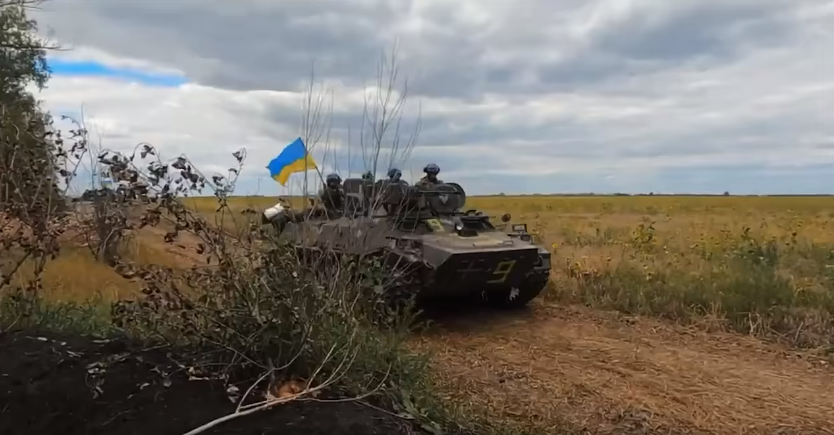
Український БТР МТ-ЛБ під час контрнаступу на Харківщині 9 вересня 2022.

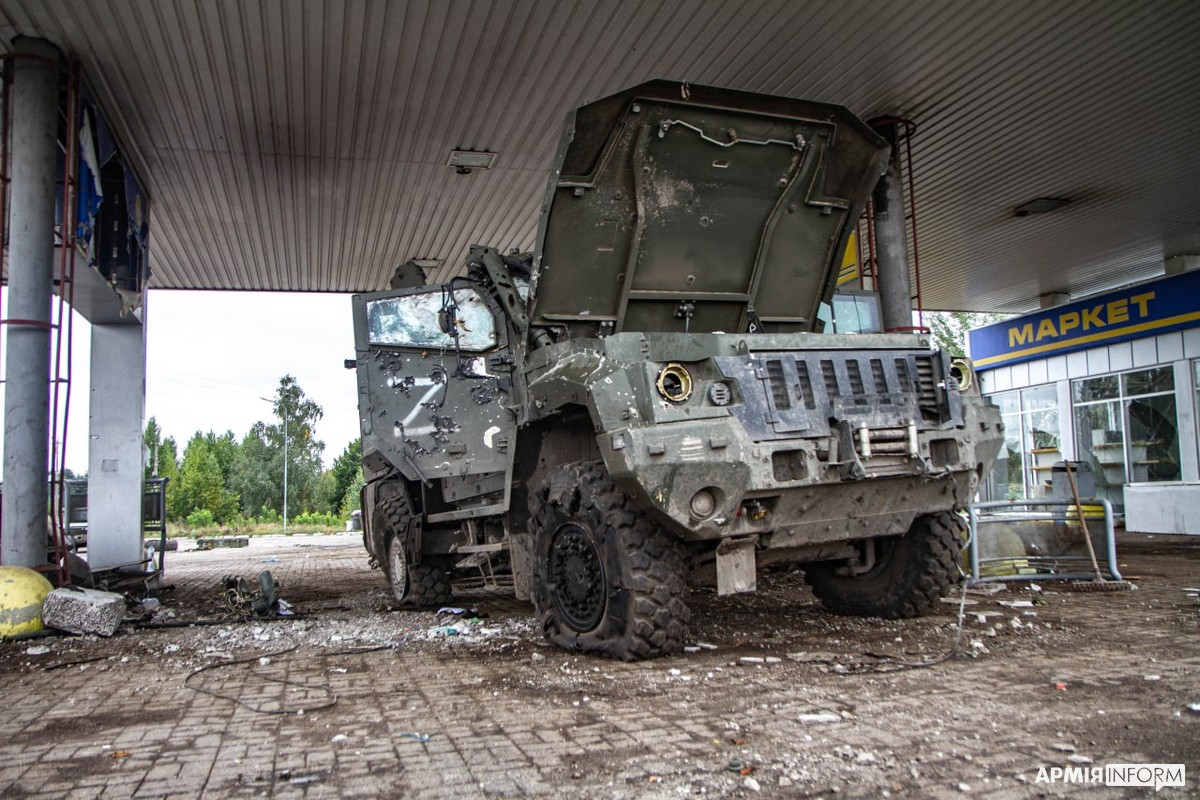
Розбита російська машина в Ізюмі

Окупаційна адміністрація Харківської області заявила про «евакуацію» населення з Ізюма, Куп'янська і Великого Бурлука.
Головне управління розвідки Міністерства оборони України повідомило, що 237-й гвардійський десантно-штурмовий полк армії Російської Федерації припинив своє існування.

#### 10 вересня
10 вересня українські війська відвоювали Куп'янськ та Ізюм і просувалися до Лиману. Радник голови Харківської облради Наталія Попова опублікувала у Facebook фото військових з українським прапором біля мерії Куп'янська. За словами Олексія Арестовича, російські війська в Ізюмі «майже» ізольовані. Крім того, Міністерство оборони Великої Британії заявило у своєму щоденному оновленні, що російські війська в Ізюмі «ймовірно, дедалі більше ізольовані». Російський відступ описується як такий, що потенційно може стати розгромом. Українські силовики та поліція рушили до відвойованих населених пунктів, щоб перевірити особи тих, хто залишився під російською окупацією.

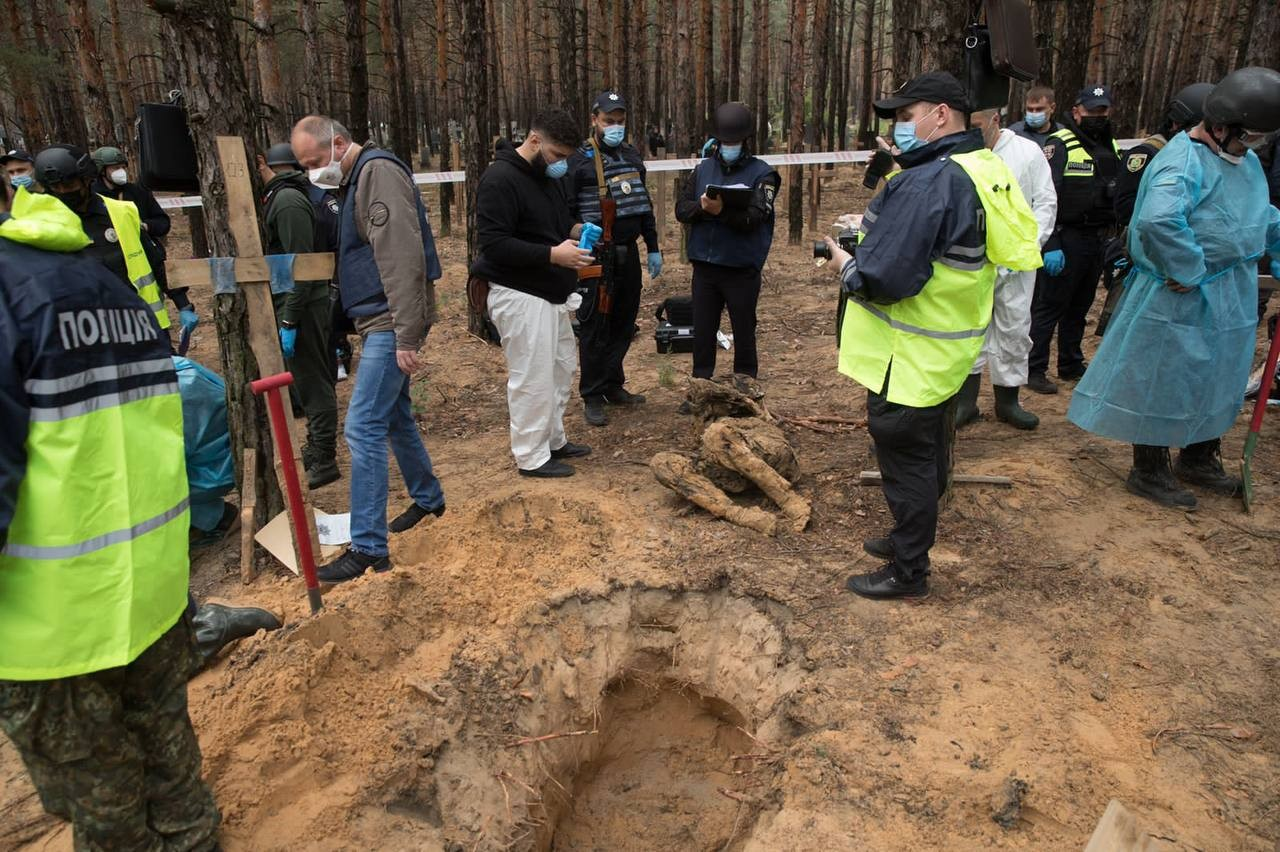
Ексгумація тіл із масових поховань, 16 вересня 2022

## Масові поховання
Після звільнення міста біля нього було виявлене масове поховання, де було 447 тіл людей, загиблих у боях і вбитих під час окупації. Тіла ексгумували і відправили на судово-медичну експертизу.

## Знищення культурної спадщини
У травні російська армія пошкодила обстрілами меморіал загиблим у Другій світовій війні на горі Кременець. Постраждали й розташовані поруч половецькі баби 9—13 століть, одна з яких зруйнована вщент. Крім того, за даними ЮНЕСКО, в ході боїв були зруйновані або пошкоджені Вознесенський собор Ізюма, церква в селі Кам'янка Ізюмського району, палац культури «Залізничник», будівля управління праці та соціального захисту населення Ізюмської міської ради (XIX ст.), музична школа (будівля другої половини XIX ст.) та школа 1882 року побудови (колишнє реальне училище). Постраждав також краєзнавчий музей (було пошкоджено дах та вибито вікна).

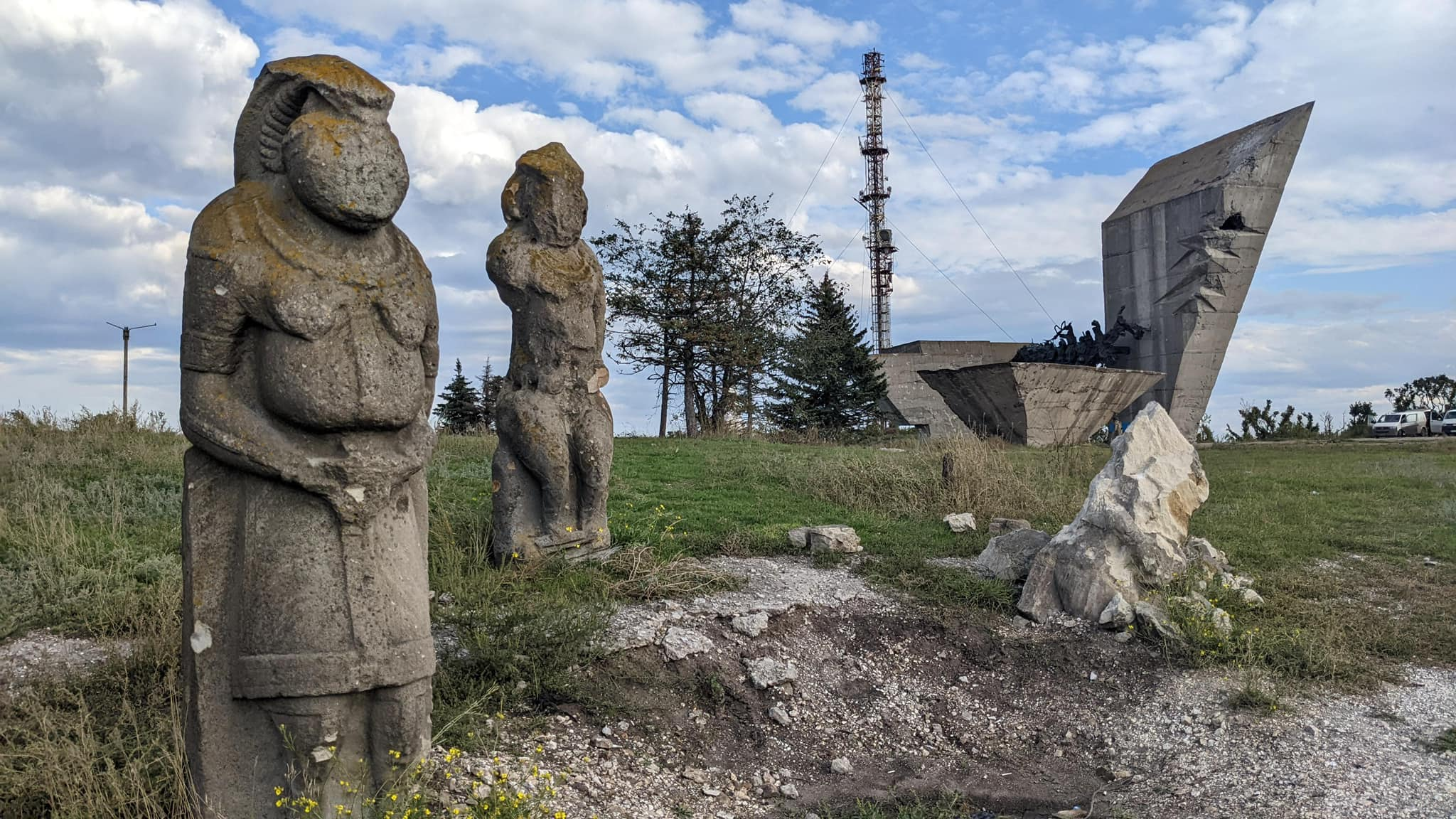
Розбита половецька кам'яна баба та пошкоджений меморіал «Атака» на горі Кременець
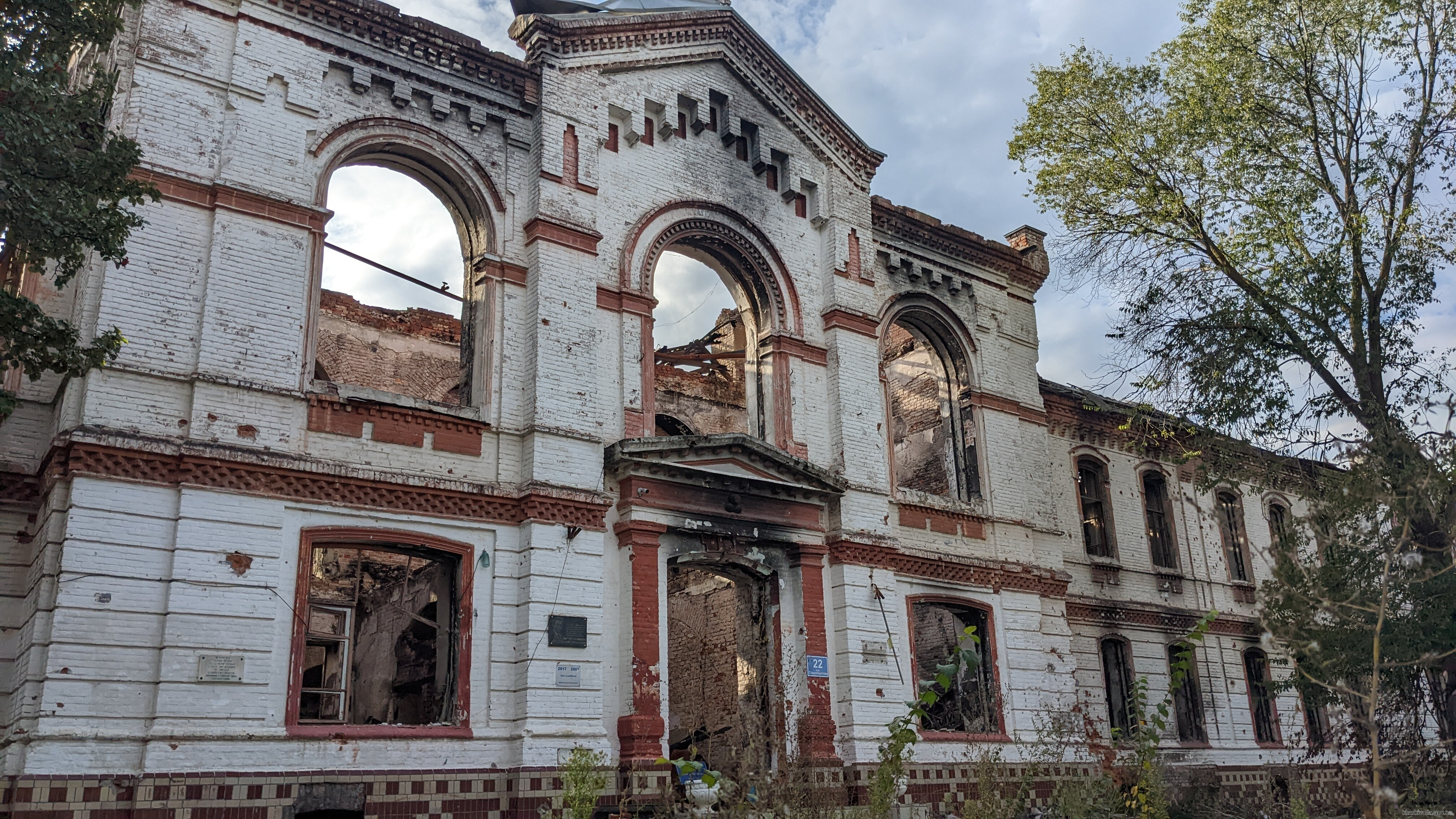
Школа 1882 року побудови
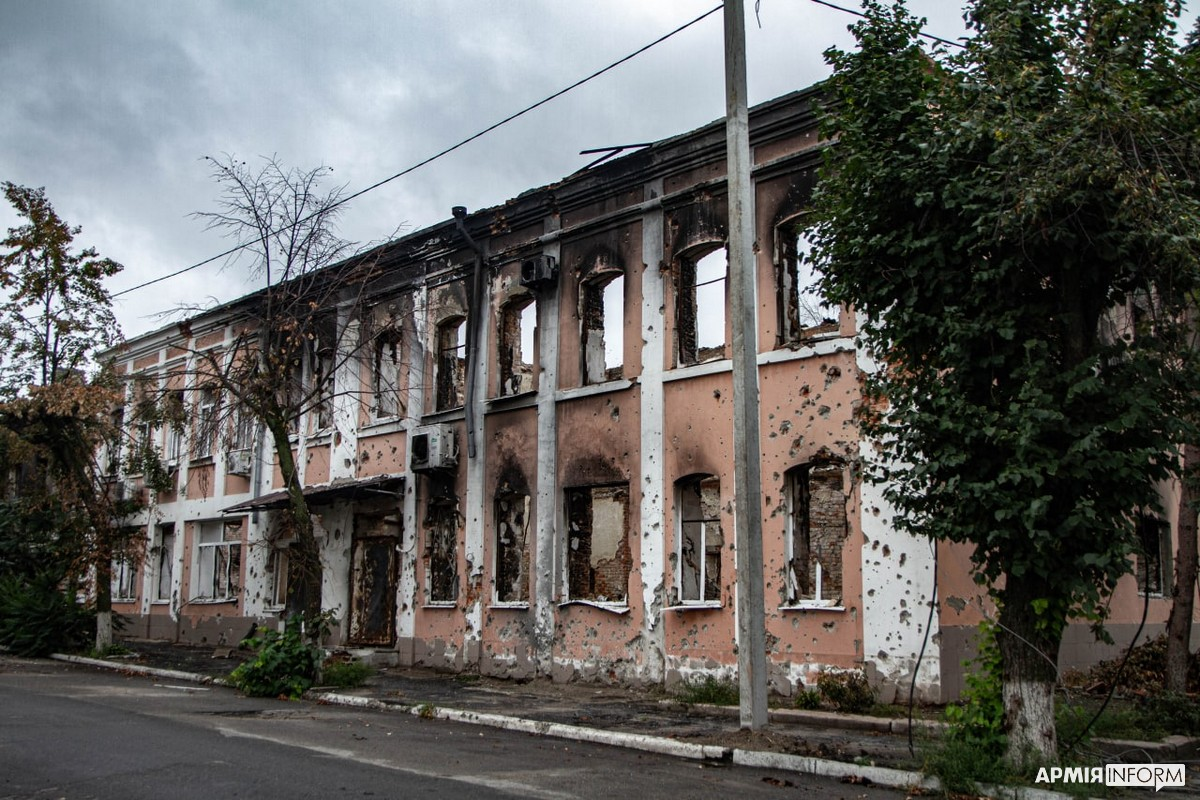
Будівля управління праці та соціального захисту (XIX ст.)
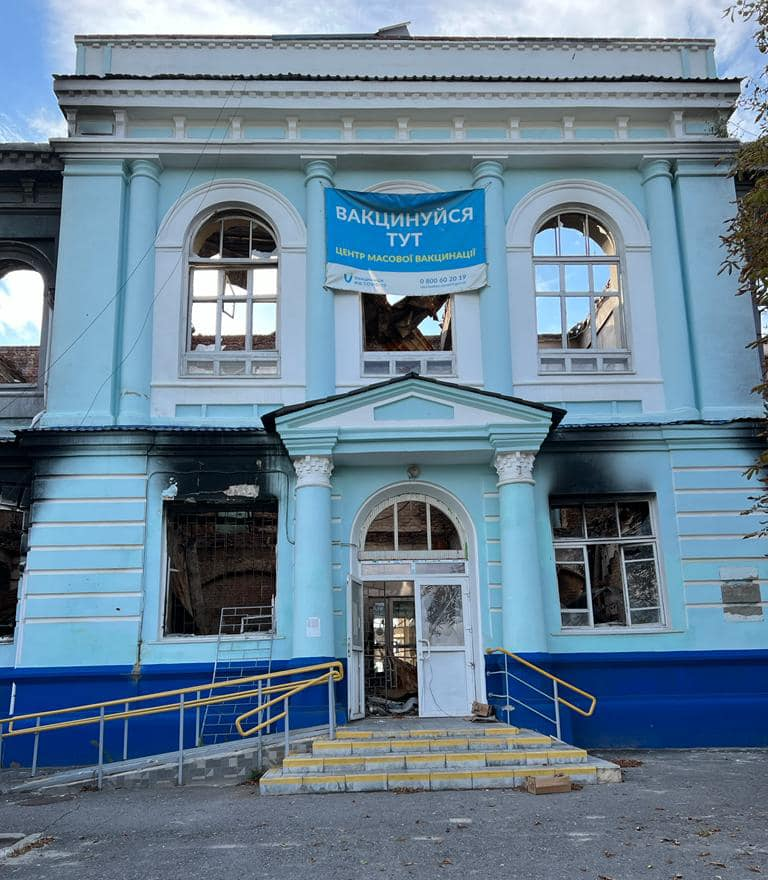
Будівля Ізюмської жіночої гімназії (нині лікарня)
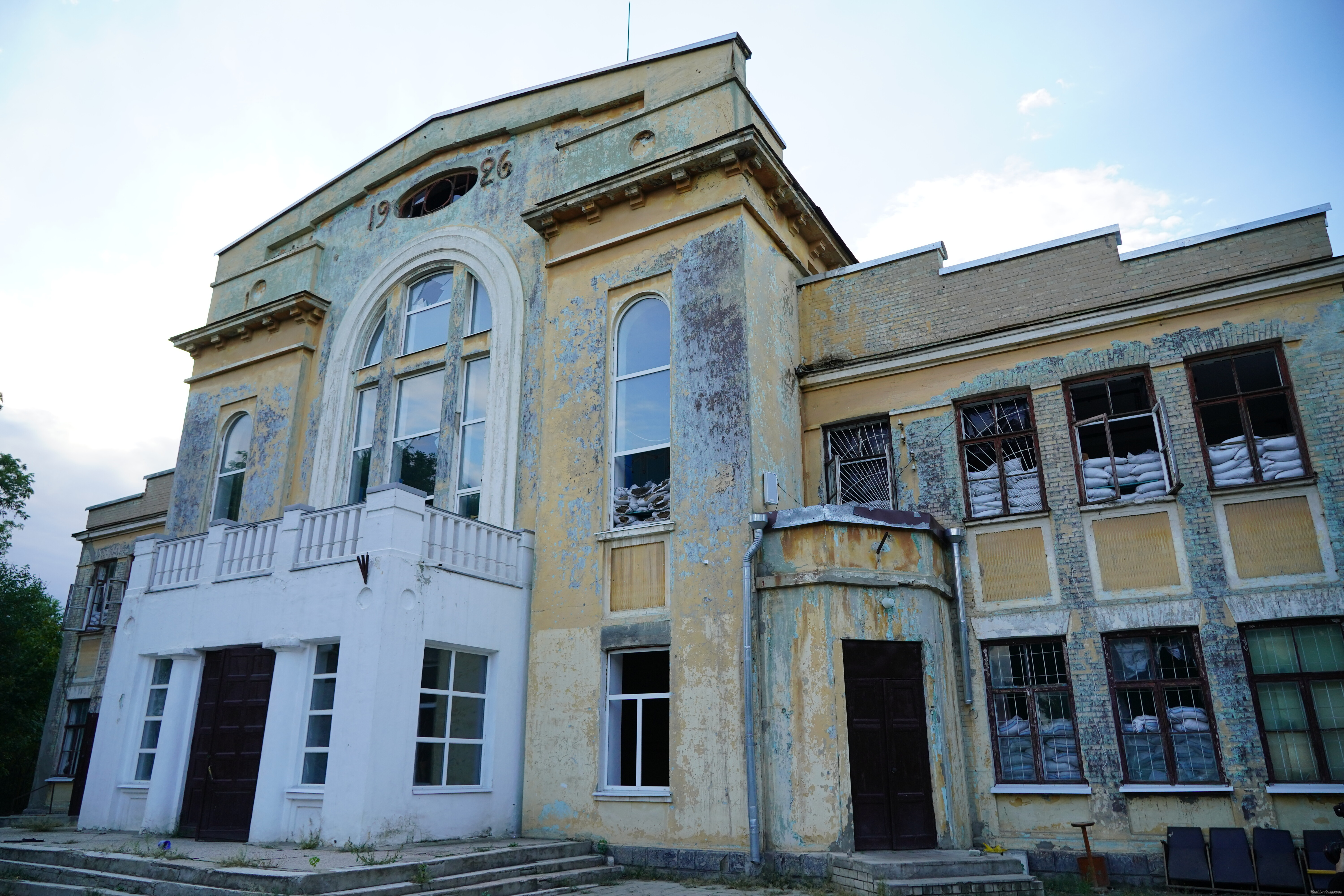
Палац культури «Залізничник»
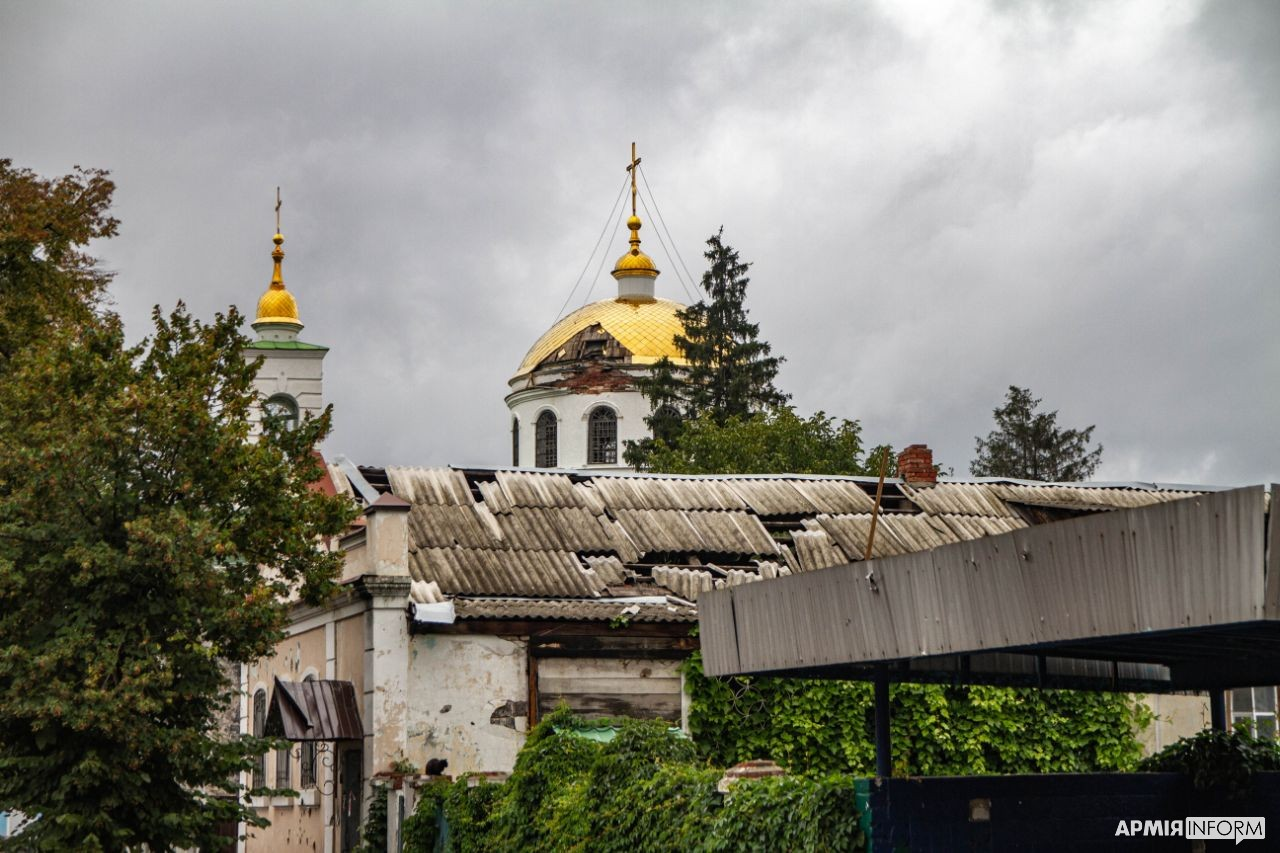
Хрестовоздвиженська церква